# Agathosma squamosa
Agathosma squamosa är en vinruteväxtart som först beskrevs av Roem. & Schultes, och fick sitt nu gällande namn av Bartl. & Wendl.. Agathosma squamosa ingår i släktet Agathosma och familjen vinruteväxter. Inga underarter finns listade i Catalogue of Life.